# 琴似車站 (札幌市營地下鐵)
琴似車站（日语：／ Kotoni eki */?）是位於日本北海道札幌市西區琴似，隸屬於札幌市交通局的地下鐵車站。本站是札幌市營地下鐵東西線的沿線車站，車站編號為T03。本站在1999年2月25日本站至宮之澤車站間的延長路段尚未通車之前，曾一度是地下鐵東西線的西端終點站。
在北海道旅客鐵道（JR北海道）函館本線上也有一同樣名為「琴似」的車站，兩車站間實際間隔800公尺。
站名源自阿伊努語的「kot-ne-i」，意思是「凹陷的地方」。

## 車站構造

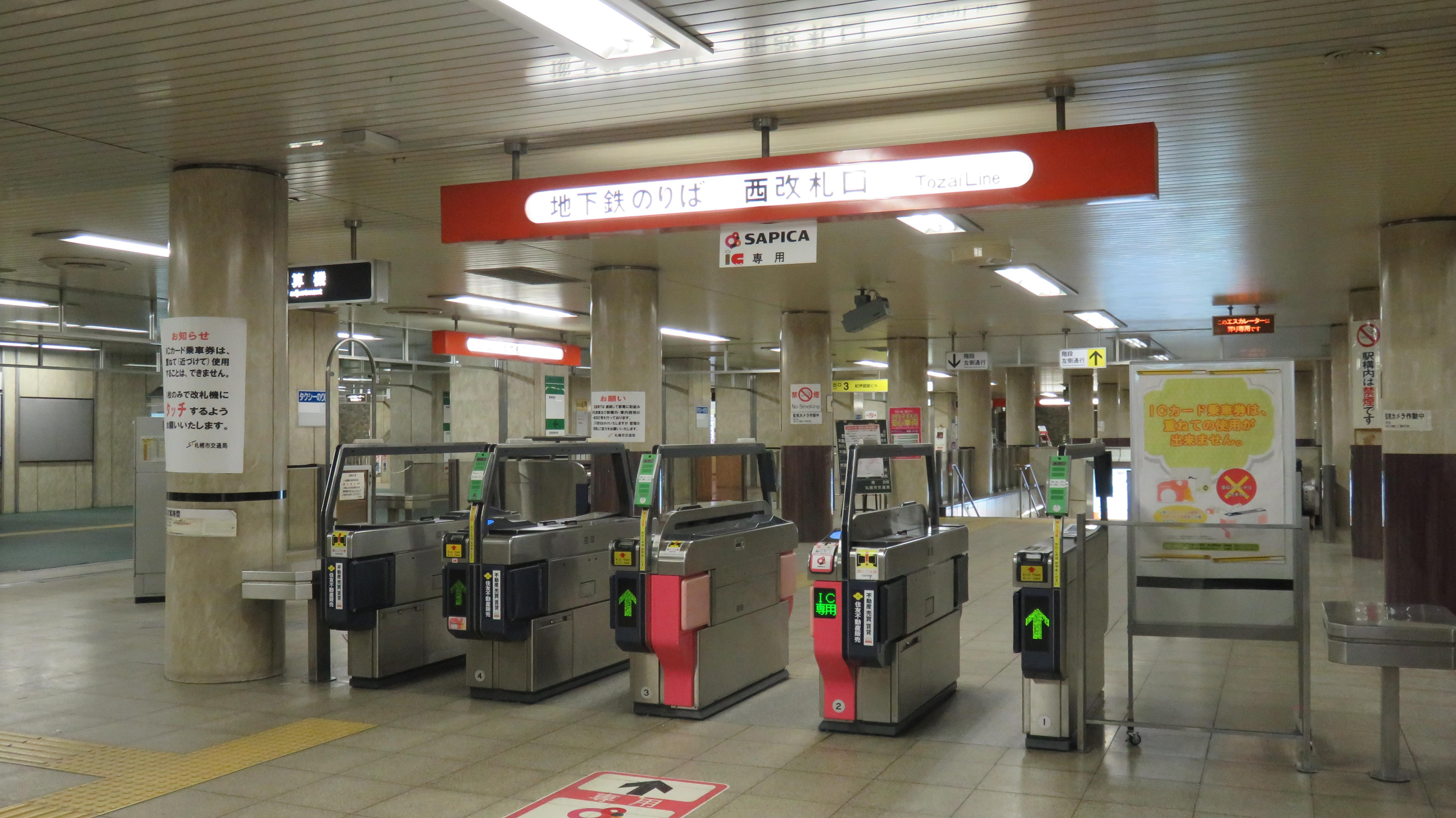
西驗票閘口

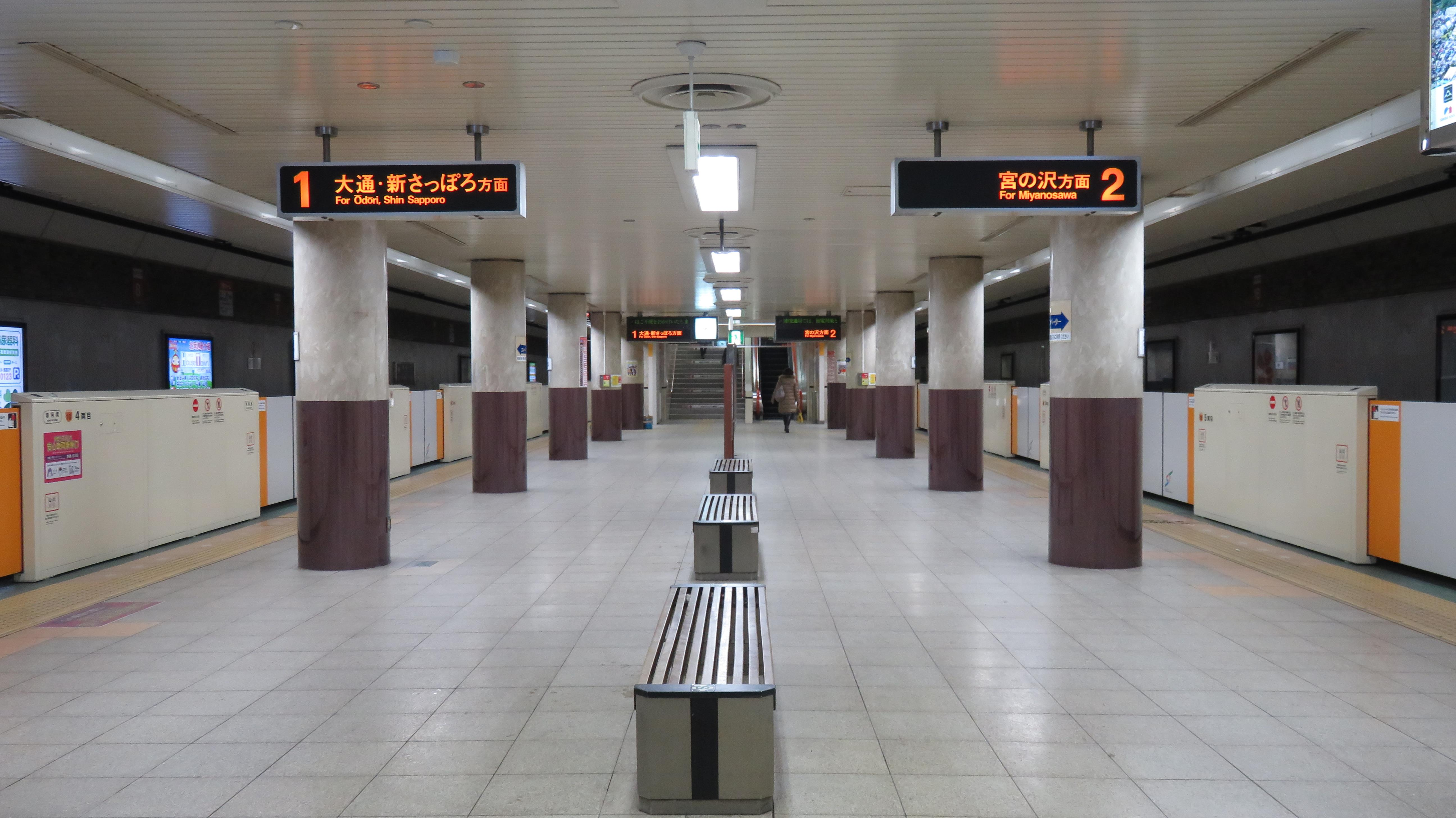
月台（2016年1月）

本站為地底車站，地下1樓為大車站大廳，地下2樓則為1面2線的島式月台。

### 月台配置
| 月台 | 路線   | 目的地           |
| ---- | ------ | ---------------- |
| 1    | 東西線 | 大通、新札幌方向 |
| 2    | 東西線 | 宮之澤方向       |

## 相鄰車站
札幌市營地下鐵
 東西線
發寒南（T02）－琴似（T03）－二十四軒（T04）